# Osbeorn Bulax
Osbeorn Bulax est un noble anglais mort le 27 juillet 1054.

## Biographie
Osbeorn est le fils du comte de Northumbrie Siward. L'identité de sa mère n'est pas certaine, car Siward a eu au moins deux femmes. Selon William M. Aird, la mère d'Osbeorn est Ælfflæd, la fille du comte de Bamburgh Ealdred, mais William Kapelle considère que ce n'est pas nécessairement le cas.
La Chronique anglo-saxonne rapporte la mort d'Osbeorn lors d'une bataille entre Northumbriens et Écossais le 27 juillet 1054 :

« Ici le comte Siward se rendit avec une grande armée en Écosse, avec une flotte et une troupe ; et il combattit les Écossais, et mit en déroute le roi Macbeth, et tua les meilleurs hommes du pays, et ramena un grand butin, comme nul n'en avait jamais ramené ; et là furent tués son fils Osbeorn, et le fils de sa sœur Siward, et certains de ses housecarls et aussi certains du roi, le jour des Sept Dormants. »

Une anecdote rapportée par Henri de Huntingdon concerne peut-être la mort d'Osbeorn et la campagne de 1054, même si elle laisse entendre un déroulement différent des événements :

« Vers cette période, Siward, le puissant comte de Northumbrie, presque un géant par la taille, très fort d'esprit et de corps, envoya son fils conquérir l'Écosse. Quand ils revinrent et rapportèrent à son père qu'il avait été tué au combat, il demanda : A-t-il reçu sa blessure fatale dans le ventre ou dans le dos ? Les messagers répondirent : Dans le ventre. Alors il dit : Cela me remplit de joie, car je ne considère aucune autre mort comme digne de moi ou de mon fils. Puis Siward se rendit en Écosse et vainquit son roi au combat, dévasta le royaume tout entier et l'ayant détruit le soumit à son autorité. »

La Vita et Passio Waldevi, une hagiographie de Waltheof de Northumbrie, l'autre fils de Siward, offre une version différente de la mort d'Osbeorn, qui y est appelé Osberht Bulax. D'après ce texte, il est assassiné par les Northumbriens pendant que son père est parti guerroyer en Écosse. Le surnom Bulax provient du vieux norrois bolǫx qui désigne une hache de guerre.
Siward meurt l'année suivante, en 1055. Son seul héritier est son autre fils Waltheof, qui est trop jeune pour lui succéder à la tête de la Northumbrie. Par conséquent, c'est à un autre baron, Tostig Godwinson, que le roi Édouard le Confesseur confie ce comté.